# Сегизбаев, Тимур Санжарович
Тиму́р Санжа́рович Сегизба́ев (12 мая 1941, Семипалатинск — 15 декабря 2017, Алма-Ата) — советский футболист и тренер.

## Биография
Происходит из рода жагалбайлы племени жетыру. Родился в Семипалатинске, в семье репрессированного председателя Верховного суда Киргизской (Казахской) АССР). Отец, Санжар Сегизбаев, был арестован в годы сталинских репрессий, чудом избежал расстрела, реабилитирован в 1938 году. В годы войны трудился в тылу. Затем семья переехала в Иссык, где отец работал председателем райисполкома Енбекшиказахского района Алма-Атинской области. Окончив Высшую партийную школу, отец много лет трудился в Алма-Ате на ответственных должностях в аппарате Совета Министров Казахской ССР. Мать — домохозяйка. Тимур был третьим среди восьми детей, но старшим среди сыновей.

## Карьера

### Клубная
Воспитанник алматинского футбола, школьником тренировался в клубе «Авангард» у тренера Георгия Козелько, затем в Алма-Атинской ФШМ у М. Т. Путинцева. Выступал за сборную Казахстана на двух Спартакиадах школьников СССР — в 1957 году в Риге и в 1958 — в Тбилиси. На последней отличился, когда его команда проигрывала после первого тайма 0:5 сборной Армении. 17-летний Тимур забил 5 голов, и встреча закончилась вничью.
В том же году был зачислен в «Кайрат», который в 1960 году впервые в истории казахстанского футбола клуб принял участие в чемпионате СССР среди команд высшей лиги. 14 мая 1960 года в выездной игре против «Беларуси» Сегизбаев дебютировал в составе «Кайрата» в высшей лиге чемпионата СССР и забил минчанам два гола. В 1963 году за выход в полуфинал Кубка СССР Сегизбаев получил звание мастера спорта СССР. 26 августа 1964 года в выездном матче с московским «Спартаком» Сегизбаев дважды поразил ворота, которые защищал Владимир Лисицын, и принёс «Кайрату» победу — 2:0. Всесоюзная газета «Известия» озаглавила отчёт о том матче «Тимур и его команда».
С 1966 по 1970 год Сегизбаев выступал в роли капитана команды. В возрасте 29 лет завершил карьеру из-за хронического радикулита спины. Проводы футболиста состоялись 9 мая 1970 года во время матча с бакинским «Нефтчи» на Кубок СССР на Центральном стадионе Алма-Аты.

### Тренерская
Сегизбаев, уже имея диплом КазГИФКа (тренер по футболу), готовился в 1971 году защитить диплом на факультете журналистики КазГУ. Но тут секретарь обкома партии Кызылординской области Хасан Бектурганов уговорил его принять в качестве тренера местную команду «Автомобилист». Позже два года тренировал карагандинский «Шахтёр». В 1973 году Сегизбаев стал главным тренером алма-атинского «Кайрата». В 1976 году клуб занял 1-е место в Первой лиге и вернулся в Высшую лигу.
После 6 сезонов, проведенных у руля своего родного клуба, Тимура Сегизбаева пригласили в Йемен. Там он три года работал главным тренером сборной страны, но из-за долгого нахождения вдали от родины решил вернуться обратно. И уехал, оставив после себя стадион на 15000 зрителей с первым травяным покрытием в стране, построенный по его инициативе.
По ходу сезона 1986 года Сегизбаев с поста начальника отдела футбола Госкомспорта КазССР сменил в должности старшего тренера «Кайрата» Леонида Остроушко. Команда, уставшая от жёстких мер прежнего наставника, раскрепостилась и заняла седьмое место, лучшее за все годы выступлений в Высшей лиге чемпионата СССР.
С 1989 по 2001 год в качестве футбольного функционера работал вице-президентом ФАРК (КазССР) (с 1989), президентом ФАРК (1994-1996), генеральным секретарём и советником президента ФСК. В 1994 году на 51-м конгрессе ФИФА в Чикаго при принятии Футбольной ассоциации РК в ФИФА вручал государственный флаг Казахстана президенту Жоао Авеланжу.
Скончался 15 декабря 2017 года в Алма-Ате, похоронен на Кенсайском кладбище.

## Признание заслуг
В 1998 году к 100-летию Российского футбола Сегизбаев получил подарок от президента Ельцина — 3000 долларов США.
В 2010 году был снят документальный фильм «Тимур Сегизбаев. Сердце, отданное футболу», который был показан всеми ведущими телеканалами Казахстана.
25 сентября 2014 года в честь Тимура Сегизбаева была названа юношеская Академии футбольного клуба «Кайрат».

## Награды
- Мастер спорта СССР (1963)
- Заслуженный тренер Казахской ССР и Республики Казахстан (1974).
- Заслуженный деятель спорта.
- Орден Национального Олимпийского Комитета Республики Казахстан (2011).
- Орден «Отан» (2016).